# 鍵-值對
鍵-值對是计算機系统和应用程序中的一种数据表示形式。数据模型的全部或部分可以表示为<属性名，值>。<属性名，值>就是鍵-值對。